# Dennis Edwards
Dennis Edwards (Fairfield, 3 februari 1943 – Chicago, 1 februari 2018) was een Amerikaanse soulzanger. Het bekendst was hij als leadzanger van de succesvolle Amerikaanse soulgroep The Temptations, als opvolger van David Ruffin.

## Pre-Temptationsperiode
Geboren in Alabama in het zuiden van de Verenigde Staten, trok Edwards al op vroege leeftijd naar de staat Michigan in het noorden van het land. Daar vestigde hij zich in Detroit, waar hij zijn carrière als solozanger begon. Zo nam hij een single op voor International Soulville Records, I Didn't Have To (But I Did). In 1967 kwam Dennis Edwards voor het eerst onder contract te staan bij de grootste en meest succesvolle platenmaatschappij van de stad, Motown, als lid van de groep The Contours. Hij verving daar Joe Stubbs, de broer van Levi Stubbs, leadzanger van The Four Tops. Begin 1968 werd The Contours opgeheven, mede doordat leadzanger Dennis Edwards de groep verliet om deel uit te maken van The Temptations, de belangrijkste mannengroep van Motown destijds.

## The Temptations
Begin 1968 werd Dennis Edwards leadzanger van The Temptations als vervanger van David Ruffin. Ruffin was ontslagen, omdat hij te egoïstisch zou zijn en ander onprofessioneel gedrag vertoonde. Hoewel Ruffin kwaad was omdat hij uit de groep was gezet, was hij blij dat zijn vervanger Edwards was, die al bevriend was met alle Temptations.
Met Edwards komst begonnen The Temptatons een nieuwe muziekstijl. Ze hadden vooral liefdesliedjes gezongen, maar nu kon de groep, op aanraden van Otis Williams, meer de psychedelische kant opgaan. Zijn stem was ruw en een beetje schreeuwerig, wat goed bij de inhoud van de nummers paste. Cloud Nine was het eerste Temptations-nummer nummer waarop Edwards te horen was. Toen het op single werd uitgebracht, moesten de fans wennen aan de nieuwe stijl, die niet te vergelijken was met eerdere nummers als My Girl en Beauty Is Only Skin Deep.
Edwards bleef jaren bij The Temptations. Zo zong hij nog mee in Papa Was A Rollin' Stone, nadat twee van de oprichters, Eddie Kendricks en Paul Williams, de groep al hadden verlaten. In eerste instantie wilde Edwards de eerste regels niet zingen. Het nummer, dat zich negatief uitlaat over een 3 september gestorven vaderfiguur, viel niet in de smaak bij Edwards, omdat zijn eigen vader op 3 september was gestorven. Hij dacht aan opzet bij schrijver en producer Norman Whitfield, hoewel het nummer eerder uitgebracht was door The Undisputed Truth. In 1977 moest Edwards zelf de groep verlaten, toen hij ontslagen werd door de officieuze leider van de groep, Otis Williams. Hij werd vervangen door Louis Price.
Een solocarrière bij Motown kwam niet uit de verf. In 1980 sloten The Temptations Edwards weer in de armen als leadzanger. Twee jaar later maakte de groep een Reuniontour, waarvoor ook Eddie Kendricks en David Ruffin terugkwamen. Omdat Edwards weer wegbleef bij shows en repetities, werd hij in 1984 opnieuw ontslagen en vervangen door Ali-Ollie Woodson. In 1987 kwam hij voor het laatst terug, maar twee jaar later werd hij weer ontslagen en weer vervangen door Woodson.

## Solocarrière en Ruffin/Kendricks/Edwards
In 1984, na zijn tweede ontslag van The Temptations, startte Edwards zijn solocarrière bij Motown. Gedurende deze periode had hij een nr. 2-hit op de R&B-lijst met het duet Don't Look Any Further met Siedah Garrett, hoewel hij het eigenlijk met Syreeta zou zingen. Solo bracht hij onder meer Coolin' Out uit, dat hij schreef met zijn ex-collega's van The Temptations, Melvin Franklin, Richard Street, Glenn Leonard en Otis Williams. Edwards' solocarrière was niet zo succesvol als zijn tijd bij The Temptations. Nadat hij in 1989 voor de laatste keer uit de groep was ontslagen, ging hij samen met de oud-Temptations Eddie Kendricks en David Ruffin toeren. Met hen wilde hij een nieuw soort Temptations oprichten onder de naam "Ruffin/Kendricks/Edwards, Former Leads of The Temptations". Ruffin overleed echter in 1991 en een jaar later stierf ook Kendricks. Daarna toerde Edwards alleen met een groep genaamd "The Temptations Revue featuring Dennis Edwards".

## Privéleven
Edwards was in de jaren 70 kortstondig getrouwd met Ruth Pointer van The Pointer Sisters, Issa Pointer is hun dochter.
Hij overleed in 2018 enkele dagen voor zijn 75e verjaardag in een ziekenhuis in Chicago aan complicaties na een hersenvliesontsteking.

## Discografie

### Nummers met The Temptations waarop Edwards lead zingt
- 1968: "Cloud Nine" (nr. 2 R&B, nr. 6 pop)
- 1969: "Run Away Child, Running Wild" (nr. 1 R&B, nr. 6 pop)
- 1969: "Don't Let The Joneses Get You Down" (nr. 2 R&B, nr. 20 pop)
- 1969: "I Can't Get Next To You" (nr. 1 R&B en pop)
- 1969: "Psychedelic Shack" (nr. 2 R&B, nr. 7 pop)
- 1970: "Ball Of Confusion (That's What The World Is Today)" (nr. 2 R&B, nr. 3 pop)
- 1970: "Ungena Za Ulimwengu (Unite The World)" (nr. 8 R&B, nr. 33 pop)
- 1971: "It's Summer" (nr. 29 R&B, nr. 51 pop)
- 1971: "Superstar (Remember How You Got Where You Are)" (nr. 8 R&B, nr. 18 pop)
- 1972: "Take A Look Around" (nr. 10 R&B, nr. 30 pop)
- 1972: "Mother Nature" (nr. 27 R&B, nr. 92 pop)
- 1972: "Papa Was A Rollin' Stone" (nr. 5 R&B, nr. 1 pop)
- 1973: "Masterpiece" (nr. 1 R&B, nr. 7 pop)
- 1973: "Plastic Man" (nr. 8 R&B, nr. 40 pop)
- 1973: "Let Your Hair Down" (nr. 1 R&B, nr. 27 pop)
- 1974: "You've Got My Soul On Fire" (nr. 8 R&B, nr. 74 pop)
- 1974: "Happy People" (nr. 1 R&B, nr. 40 pop)
- 1975: "Shakey Ground" (nr. 1 R&B, nr. 26 pop)
- 1975: "Glasshouse" (nr. 9 R&B, nr. 37 pop)
- 1976: "Keep Holdin' On" (nr. 3 R&B, nr. 54 pop)
- 1976: "Up The Creek (Without A Paddle)" (nr. 21 R&B, nr. 94 pop)
- 1976: "Who Are You (And What Are You Doing The Rest Of Your Live)" (nr. 22 R&B)
- 1982: "Standing On The Top" (nr. 66 pop)

### Solo
- 1984: "Don't Look Any Further" (nr. 2 R&B, nr. 72 pop)
- 1985: "Coolin' Out" (nr. 23 R&B)
- 1985: "Amanda" (nr. 77 R&B)

- Bibliothèque nationale de France: cb13945443j (data)
- Gemeinsame Normdatei: 134365003
- International Standard Name Identifier: 0000 0000 8870 6665
- Library of Congress Control Number: no2006062734
- MusicBrainz: 1c4ac6de-3520-4651-ae5b-e06896a11abd
- Virtual International Authority File: 29723285
- WorldCat: E39PBJtgXVhkJbFkMTk3qhxxDq